# 楞伽經
楞伽經（羅馬化：Lankāvatāra-sūtra），漢譯為《楞伽阿跋多羅寶經》、《入楞伽經》、《大乘入楞伽經》。本經说明清淨心、如来藏及阿赖耶识之教义，是禅宗以及法相宗（唯识宗）的重要经典之一，中觀學派論師清辯亦援引本經解釋中觀空義。在印度、在中国的佛教歷史上具有十分重要的地位。
本经的主要内容，是五法、三自性、八识和二种无我。五法是指名、相、妄想、正智、如如；三自性是缘起自性(依他起性)、妄想自性(遍計所執性)和成自性(圓成實性)；八識是眼耳鼻舌身意六識，加上末那識和阿賴耶識；二种无我是人无我和法无我。「自覺聖智所行」（ārya-jñāna-pratyātma-gati-gamya）為楞伽經眼目之所在。

## 經題
楞伽一詞出於《羅摩衍那》，是地名，指楞伽島，即現今的斯里蘭卡島（Sri Lanka）。《羅摩衍那》記載楞伽島上有座楞伽山，山上居住很多羅剎、夜叉，人皆不敢前往。故楞伽指不可入、不可往的危險處。阿跋多羅（avatāra）是指入、降臨之義。
「楞伽阿跋多羅」是如來入此楞伽島、聖足山（楞伽山），為夜叉王、諸大菩薩說法。山海風浪險處，喻說眾生界的「藏識海」，現起生死流轉之惑業苦相；而山城勝寶，喻說眾生身中之「如來藏」無價寶，自性清淨常住不變。

## 汉譯本

### 南朝宋译楞伽

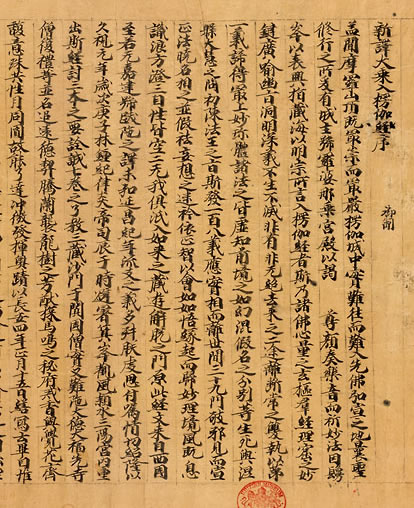
楞伽經经文

現存最早譯本是南朝宋元嘉二十年（443年）天竺三藏法師求那跋陀罗的译本《楞伽阿跋多羅寶經》，四卷，又称‘宋译’，以散文與詩句相互交叉應用，最能表現此經的原始形態，流行也最廣，传说禅宗祖师达摩以此譯本授於二祖慧可，並云：“我觀漢地，唯有此經，仁者依行，自得度世。”以後慧可弟子有持此經以修持者，主張“專唯念慧，不在話言”，世稱楞伽師，其唯心論、禪法、頓、漸之法，成為禪宗開宗的基石，《傳燈錄》記載五祖曾在牆壁上畫有楞伽修定圖。

### 北朝魏譯楞伽
北魏菩提流支的譯本《入楞伽經》10卷，又稱十卷楞伽經、魏譯楞伽經，「入楞伽」意思是進入楞伽島，法藏大師曾於《入楞伽心玄義》中批評此譯而說：「其十卷雖文品少具，聖意難顯，加字混文者泥於意，或致有錯，遂於明明之正理，以滯於方言」；據吕澂考证，《大乘起信论》就是在中国根据楞伽经的这个译本而构造出来的。

### 唐譯楞伽
唐代實叉難陀的譯本《大乘入楞伽經》7卷，又稱七卷楞伽經、唐譯楞伽經，與梵本比較接近。
明朝員珂法師將此三種譯本合譯為《楞伽會譯》，收在《大正藏》第十六冊。

### 梵文原典的发现及译本
梵文原典由一位英国外交官在尼泊尔首都加德满都偶然发现，1923年，日本人南條文雄校刊梵文本行世。1932年，日本人鈴木大拙依南條文雄版出版英譯本。
2005年谈锡永据南條文雄所刊的梵文本，参考现存的三种汉译本和二种藏译本而翻出《入楞伽经梵本新译》。
中國社會科學出版社在2011年出版《梵漢對勘入楞伽经》，譯者是黄寶生。是以印度學者維迪耶（P.L. Vaidya）的《妙法入楞伽經》（Saddharmalaṃkāvatārasūtram，1963）為底本參考南條文雄本，譯為白話文，並與唐譯文言文對勘。

## 藏译本
本经另有两种藏文译本。一种名为《圣入楞伽大乘经》，一种名为《圣入楞伽宝经名为诸佛所说心髓品》，两者皆由汉文本译出，前者与梵文本相同，后者对应于刘宋的译本。
本經與《寶雲經》是釐定新語翻譯時首先翻譯的二部經典，也以此二經來編纂《聲明要領二卷》和《翻譯名義大集》。

## 內容
《楞伽經》是印度中期大乘佛教的重要經典之一，與《解深密經》同為論述唯識思想的重要經典，全經展開「五法」、「三自性」、「八識」、「二無我」等法義，最終歸趣於「自覺聖智」（如來自內證智慧）的境界。
五法謂名（nāma）、相（nimitta）、妄想（vikalpa, samkalpa）、正智（saṃyagjñāna）、如如（tathatā）。三自性謂依他起性、遍計執性、圓成實性。八識謂「如來藏-藏識」（為煩惱藏識覆蓋的清淨如來藏）、末那識（心意）、六識（意識及五識身）。二無我謂人無我、法無我。
三自性及八識、二無我可含攝於五法中。「名、相、妄想」描述世俗的運作，為迷法，「正智、如如」表述真理，為悟法。楞伽經中稱，名和相屬於妄想自性，也就是遍計執性。依於妄想自性，八識心出現於三界中。八識心和其種種心所法的現行和運作則屬於緣起自性，亦即依他起性。而正智和如如則攝屬圓成實性。此五法含攝三乘一切佛法，相續次第深入，乃至究竟佛地，悉入其中。其他尚論及「緣起」、「涅槃」、「禪定」、「漸頓」等內容。
《楞伽經》稱一切眾生分五種種性（種姓），不同種性的人，獲不同的修行果位。後卷中，將阿賴耶識與如來藏統為一體。經中提到如來的「三阿僧祇百千名號，諸凡夫不覺不知」又以毗濕奴、自在天、因陀羅等為其異名，用來攝化印度教信徒。在末後，說食肉與殺生過咎以及素食的功德。

## 對照
| 楞伽阿跋多羅寶經 宋譯四卷，一切佛語心品 Sarvabuddha-pravacana-hṛdaya | 入楞伽經 魏譯十卷，十八品 | 大乘入楞伽經 唐譯七卷，十品                          |
| -------------------------------------------------------------------- | ------------------------- | ---------------------------------------------------- |
| 一切佛語心品 第一卷 (第一段)                                         | 請佛品                    | 羅婆那王勸請品 Rāvaṇādhyeṣaṇā                        |
| （無對應）                                                           | 請佛品                    | 羅婆那王勸請品 Rāvaṇādhyeṣaṇā                        |
| 一切佛語心品 第一卷                                                  | 問答品                    | 集一切法品 Ṣaṭ-triṁśat-sāhasra-sarvadharma-samuccaya |
| 一切佛語心品 第一卷 (終) 一切佛語心品 第二卷                         | 集一切佛法品              | 集一切法品 Ṣaṭ-triṁśat-sāhasra-sarvadharma-samuccaya |
| 一切佛語心品 第三卷                                                  | 佛心品                    | 無常品 Anityatā                                      |
| 一切佛語心品 第三卷                                                  | 盧迦耶陀品                | 無常品 Anityatā                                      |
| 一切佛語心品 第三卷                                                  | 涅槃品                    | 無常品 Anityatā                                      |
| 一切佛語心品 第四卷                                                  | 法身品                    | 無常品 Anityatā                                      |
| 一切佛語心品 第四卷                                                  | 無常品                    | 無常品 Anityatā                                      |
| 一切佛語心品 第四卷                                                  | 入道品                    | 現證品 Abhisamaya                                    |
| 一切佛語心品 第四卷                                                  | 問如來常無常品            | 如來常無常品 Tathāgata-nityānitya-prasaṅga           |
| 一切佛語心品 第四卷                                                  | 佛性品                    | 剎那品 Kṣaṇika                                       |
| 一切佛語心品 第四卷                                                  | 五法門品                  | 剎那品 Kṣaṇika                                       |
| 一切佛語心品 第四卷                                                  | 恒河沙品                  | 剎那品 Kṣaṇika                                       |
| 一切佛語心品 第四卷                                                  | 剎那品                    | 剎那品 Kṣaṇika                                       |
| 一切佛語心品 第四卷                                                  | 化品                      | 變化品 Nairmāṇika                                    |
| 一切佛語心品 第四卷                                                  | 遮食肉品                  | 斷食肉品 Māṁsa-bhakṣaṇa                              |
| （無對應）                                                           | 陀羅尼品                  | 陀羅尼品 Dhāraṇi                                     |
| （無對應）                                                           | 總品                      | 偈頌品 Sagāthakam                                    |

## 注疏
菩提流支、新羅元曉、隋代曇遷、唐代智儼皆為楞伽經注疏，不過已散佚不存。《楞伽經》現存註疏有：
- 唐法藏《入楞伽經心玄義》一卷
- 佚名[17] 《楞伽經註》五卷（殘本）（宋譯本）
- 宋寶臣《大乘入楞伽經註》十卷（唐譯本）
- 宋楊彥國《楞伽經纂》四卷（宋譯本）
- 宋雷菴正受《楞伽經集註》四卷（宋譯本）
- 宋柏庭善月《楞伽經通義》六卷（宋譯本）
- 明宗泐、如玘《楞伽阿跋多羅寶經註解》四卷（宋譯本）
- 明憨山《觀楞伽經記》八卷（宋譯本）、《楞伽補遺》一卷
- 明智旭《楞伽經義疏》四卷（宋譯本）、《楞伽經玄義》一卷
- 明廣莫《楞伽經參訂疏》八卷 （宋譯本）
- 明通潤《楞伽經合轍》八卷（宋譯本）
- 明曾鳳儀《楞伽經宗通》八卷（宋譯本）
- 明普真貴《楞伽科解》十卷（宋譯本）
- 明焦竑《楞伽經精解評林》一卷（宋譯本）
- 清圅昰（函是）《楞伽經心印》八卷（宋譯本）
- 清淨挺《楞伽經心印》一卷（宋譯本）

民國以來太虛大師作《楞伽經義疏》，歐陽漸著《楞伽疏決》，丘晞明（丘檗）著《大乘入楞伽經疏證》。印海法師筆錄印順法師的講解為《楞伽經親聞記》。西藏大藏经中收有《聖入楞伽經注·如来心莊嚴》（梵Āryalaṅkāvatāravṛtti），為印度论师智吉祥贤所撰。
淨影慧遠《大乘義章》、作者署名為龍樹的《釋摩訶衍論》、禪宗的《楞伽師資記》，以及《破楞伽經中外道小乘四宗論》、《釋楞伽經中外道小乘涅槃論》亦是研究、解釋楞伽經義的相關著作。

## 教內評論
《楞伽經》經文思想並不一貫，各品間缺少連繫，歐陽漸《楞伽疏決》說：「雅頌失所，琴瑟不調，增安繁蕪，安能純繹！讀雜亂書，倍阻機穎」。太虛大師說：「本經實有次第可循，如除經前百八句外，將經後四十一門判分為：境、行、果三類，果中又分共果與不共果。」

## 現代考證
《楞伽經》傳出的年代難以斷定，求那跋陀羅443年的漢譯是能確定的年代。《楞伽經》可能在四世紀時傳出，部分內容的年代可能更早。
鈴木大拙認為，四卷本《楞伽經》最古，其餘的七卷本與十卷本的則是慢慢增補而成。鈴木大拙主張《大乘起信論》為馬鳴的作品，而《大乘起信論》的主體思想非常接近《楞伽經》，因此鈴木大拙推斷《楞伽經》應早于馬鳴，約成立於西元1世紀。
在《楞伽經》中曾引用《勝鬘經》、《大雲經》、《央掘魔羅經》、《大般涅槃經》等，因此它編成的時間應晚於這些經典。偈頌品中曾提到龍樹，但龍樹作品中不曾引用《楞伽經》，因此《楞伽經》應在龍樹之後才集成。呂澂認為，在龍樹、提婆作品中都不曾引用《楞伽經》，直到清辨時才開始引用，推斷《楞伽經》是在提婆之後才出現。
印順法師認為，《楞伽經》可能在笈多王朝時代編成，約在西元4世紀到5世紀時，因為無著、世親著作中沒有引用《楞伽經》，但《楞伽經》中的思想多融攝了無著、世親論著中所說，其編成年代可能晚於無著、世親。宇井伯壽、常盤大定等也認為《楞伽經》在世親之後才集成。舟橋尚哉則認為《楞伽經》成立的年代，在世親之前，但近於世親在世時。
現代學者如程恭讓、陳玉萍等依據梵文本《楞伽經》對呂澂的考證進行了認真審視。程恭讓針對呂澂在魏譯《楞伽經》找到的“錯誤”翻譯，將其對應梵文與三種漢譯本之翻譯進行了比較，認為魏譯本與梵文本雖略有不同，但並非如呂澂所說「全盤錯了」。

## 其他
《楞伽經》曾被借用於部份的武俠小說創作。如金庸在《神鵰俠侶》的尾聲和《倚天屠龍記》的開頭均曾提及，並說內藏武功秘笈（即「九陽神功」）。在霹靂布袋戲中的一頁書也常提及。

## 相關注釋
1. ↑  〔宋譯〕《楞伽经》：「爾時大慧菩薩摩訶薩復白佛：『世尊！惟願為說離一異、俱不俱、有無非有非無、常無常，一切外道所不行，自覺聖智所行（ārya-jñāna-pratyātma-gati-gamya），離妄想自相共相，入於第一真實之義』。……『凡愚妄想計着往來，如是外道惡見希望，依於一異、俱不俱、有無非有非無、常無常見，戲論計着，不實建立。大慧！是故欲得自覺聖智事，當離生住滅、一異、俱不俱、有無非有非無、常無常等惡見妄想』」

〔魏譯〕《楞伽经》：「爾時聖者大慧菩薩復白佛言：『世尊！惟願世尊為諸菩薩及我身，說離一異、俱不俱、有無非有非無、常無常，一切外道所不能行，聖智自證覺所行故，離於自相同相法故，入第一義實法性故』。……『大慧！愚痴凡夫諸外道等墮邪見心亦復如是，執着虗妄一異、俱不俱、有無非有非無、常無常故。是故凡夫外道，虗妄建立如是法故。是故大慧！汝當遠離生住滅見，一異、俱不俱、有無非有非無、常無常故，自身內證聖智分別故』」

〔唐譯〕《楞伽经》：「爾時大慧菩薩摩訶薩復白佛言：『世尊！願為我說離一異、俱不俱、有無非有無、常無常等，一切外道所不能行，自證聖智所行境界，遠離妄計自相共相，入於真實第一義境』。……『愚痴凡夫亦復如是，隨逐外道起諸惡見，著一異等虗妄言說。是故大慧！當於聖智所證法中，離生住滅，一異、有無、俱不俱等一切分別』」
2. ↑  印順《華雨集第一冊－楞伽阿跋多羅寶經釋題》：「唐譯「勸請品」云：「此是修行甚深觀行，現法樂者之所住處」。三世諸佛，並「住楞伽城中，說自所證法」。自證，即「一切外道所不行，自覺聖智所行」（七‧二）。出二邊，離四句，超越根量，難解難入，故喻以楞伽難入之城，而佛進入其中。「自覺聖智所行」，為一經眼目。」
3. ↑  郭瓊瑤. . 正觀. 2013, 67: 5 - 60  [2020-03-26]. （原始内容存档于2020-12-21）.
4. ↑  玄奘《大唐西域記·僧伽羅國》：「國東南隅有䮚(勒隥反)迦山。巖谷幽峻神鬼遊舍。在昔如來於此說䮚迦經(舊曰楞伽經訛也)。」

《一切經音義》：楞伽(上勒登反，俗字也。正作棱從木夌聲，或作槾，為是梵語不求字訓。正梵音云䮚迦，山名也。勒鄧反去聲並上聲字也。此亦寶名也。此山多饒此寶故以為名。在南海中師子國西南隅海島大山也)。

《翻譯名義集》：楞伽正言䮚(力登)迦。佛住南海濱，入楞伽國摩羅耶山，而說此經。梵語楞伽，此云不可往，唯神通人方能到也。阿跋多羅，此云入，謂入此山中，而說此寶。或翻無上，謂此經法是無上寶。
5. ↑  《楞伽經》：「一時佛住南海濱楞伽山頂……為楞伽國摩羅耶山海中住處諸大菩薩，說如來所歎海浪藏識境界法身……世尊！世尊修多羅說，如來藏自性清淨，轉三十二相，入於一切眾生身中，如大價寶，垢衣所纏。如來之藏常住不變，亦復如是」
6. ↑  《續高僧傳》為「法沖」作傳時，說《楞伽經》是「專唯念慧，不在話言。於後達磨禪師傳之南北，忘言忘念、無得正觀為宗。後行中原，慧可禪師創得綱紐，魏境文學，多不齒之。領宗得意者，時能啟悟。」
7. ↑  《景德傳燈錄》：「師〈達摩〉又曰：吾有楞伽四卷，亦用付汝，即是如來心地法門，令諸眾生，開示悟入。吾到此地，凡五度中毒，常自出入試之，置石石裂。緣吾本離南印，來此東土，見赤縣神州有大乘氣象，遂踰海越漠，為法求人，際會未諧，如愚若納，今得汝傳授，吾意已終。」
8. ↑  鈴木大拙. .   [2014-05-31]. （原始内容存档于2020-10-23）.（英文）
9. ↑  談錫永. . 全佛文化. 2005年  [2014-05-31]. ISBN 978-957-2031-88-9. （原始内容存档于2014-07-09）.
10. ↑  《楞伽阿跋多羅寶經》卷4〈一切佛語心品〉：「佛告大慧：「五法、自性、識、二無我分別趣相者，謂名、相、妄想、正智、如如。(CBETA, T16, no. 670, p. 510,c26)
11. ↑  《楞伽阿跋多羅寶經》卷4〈一切佛語心品〉：「大慧！善不善者，謂八識。何等為八？謂如來藏名識藏。心意、意識、及五識身，」(CBETA, T16, no. 670, p. 512a29)
12. ↑  《楞伽阿跋多羅寶經》卷1〈一切佛語心品〉：「復次，大慧！菩薩摩訶薩善觀二種無我相。云何二種無我相？謂人無我，及法無我。」(CBETA, T16, no. 670, p. 487c20)
13. ↑  《楞伽阿跋多羅寶經》卷4〈一切佛語心品〉：「佛告大慧：三種自性及八識、二種無我，悉入五法。大慧！彼名及相，是妄想自性。大慧！若依彼妄想生心心法，名俱時生，如日光俱。種種相各別分別持，是名緣起自性。大慧！正智如如者，不可壞，故名成自性。」(CBETA, T16, no. 670, p. 511, b2-7)
14. ↑  《楞伽阿跋多羅寶經》卷4〈一切佛語心品〉：「此五法者，聲聞、緣覺、菩薩、如來，自覺聖智，諸地相續次第，一切佛法悉入其中。」(CBETA, T16, no. 670, p. 511, b10-12)
15. ↑  高崎直道. . 印度学仏教学研究. 1977, 51  [2020-05-24]. （原始内容存档于2020-12-21）. 宋訳が「一切仏語心品」の名をもつて全体を代表させているのが唯一の経の異名である。梵本も、宋訳の経末に相当する「食肉品第八」の末尾に sarvabuddhapravacam-hrdaya の名で'laṅkāvatāra'と並べて掲げているから、少くとも宋訳に含まれる古い部分に関しては、経の主旨を「一切仏語の心髄」と見る考えがあつたことが知られる。
16. ↑  .   [2020-05-24]. （原始内容存档于2020-11-23）. Here Ends the Eighth Chapter, "On Meat-eating," from the Laṅkāvatāra, the Essence of the Teaching of All the Buddhas (sarvabuddhapravacanahṛdaya).
17. ↑  雷菴正受〈楞伽經集註·閣筆記〉：「所言註云（指五卷本《楞伽經註》）者，汝南謝如晦云周壽元翁得於廬山古經藏中。蓋唐中葉後經生所書，不著撰人名氏。新說（指寶臣《大乘入楞伽經註》）謂唐敬愛寺譯經沙門智嚴所註者，非也。……近謂圜悟禪師作益其誤矣。」
18. ↑  釋印順; 印海. . 財團法人佛陀教育基金會. 1996.
19. ↑  《楞伽經義記》
20. ↑  Florin Giripescu Sutton. . SUNY Press. 1991-01-01: 13  [2021-02-26]. ISBN 978-0-7914-0172-9. （原始内容存档于2021-11-15）.
21. ↑  . .   [2021-02-26]. （原始内容存档于2020-10-23）.
22. ↑  印順《佛教史地考論》〈楞伽經編集時地考 （页面存档备份，存于）〉：笈多王朝，創立於西元三二〇年；到四五五年，鳩摩羅笈多Kumāragupta 以後，即因外有敵人，內部分立而逐漸衰落。本經的編集，即在這一時期中。本經曾談到：「由種種心分別諸法，非諸法有自性，此但妄計耳」。這與世親的唯識三十頌：「由彼彼遍計，遍計種種物，彼遍計所執，自性無所有」，文義次第，非常一致。所以本經實為唯識興盛以後的作品，可能還在世親以後。唯識學者平常說六經十論，但這是依『成唯識論』的引經而說。在無著、世親的引證中，有『十地經』、『解深密經』、『阿毘達磨大乘經』，而從沒有說到『楞伽』與『密嚴』（密嚴更遲）。這是最可注意的。在中觀家，也是比世親略遲，與安慧同時的清辨，才引用『楞伽經』（傳為提婆作的論典，上有楞伽二字，這是菩提流支所加的）。清辨即與安慧同時，多少年輕一點（所以又與護法同時）。世親考為西元三六〇到四四〇時人，所以本論的集出，約為西元五世紀中期。
23. ↑  
姚彬彬<現代佛學思想系譜之分野──以《大乘起信論》真偽之爭為契機>：「他認為，只要證明《起信論》思想來源於魏譯《楞伽經》之誤，便可判定其為偽經，故他結合《楞伽經》的梵文本與宋譯本，跟魏譯本進行了細緻對勘，……認為作為《起信論》主導思想的「一心二門」與「心性本覺」諸說，皆是從誤譯而妄加引申的。這樣，呂澂通過縝密的文本考證，使《起信論》之為中國人偽託之作的說法，得到了似乎是非常扎實的鐵證。使得至少在較長一段時間內，就文本本身而言，類乎《起信論》不偽的觀點，似乎絕少再有人提出了。不過呂澂的研究也並非完全無懈可擊，比如在1970年代，台灣新儒家學者牟宗三先生在其《佛性與般若》中便對呂澂的文本分析提出了批評，他在書中又認真比對了《楞伽經》的宋譯本和魏譯本，認為呂澂所說的「誤譯」，多屬成見在先的牽強之解，甚至存在有意讀破句子的地方，故牟先生認為《楞伽經》的兩譯本並無二致。……2004年，大陸學者程恭讓重新結合梵文本對勘了《楞伽經》兩個譯本的〈刹那品〉，認為呂澂的解讀的確頗有牽強和過度詮釋之處。由此看來，這個問題尚頗有進一步探討的餘地。」

于德隆<對呂澂《大乘起信論》考證的再審視>：「程恭讓〈《楞伽經》如來藏段梵本新譯及對呂澂關於魏譯相關經文批評的再批評〉一文中，引用呂澂據以論證魏譯《楞伽經》錯誤的梵文經文，與三種漢譯本之相應部分比較，認為魏譯本與梵文本雖略有不同，但並非如呂澂所說「全盤錯了」。陳玉萍《<楞伽經>與<大乘起信論>關係之研究－－以呂澂的觀點為線索》中，將魏譯《楞伽經》相關部分與梵文經文進行了詳細比較，認為大部分情況下呂澂誤解了原意。」
24. ↑  
程恭讓〈《楞伽經》如來藏段梵本新譯及對呂澂關於魏譯相關經文批評的再批評〉：「總之，《楞伽經》梵本第六剎那品中如來藏段的魏譯，確實存在一些問題，這是不應諱言，也不必諱言的。吕澂先生是二十世紀中國佛教學術史上最為精專的學者，他發現了這些問題，為中國佛教文獻學，特別是中國佛教思想史的研究帶來了新的方法，新的問題，這是吕先生的歷史功績，是我們今天應當予以高度評價的。
不過，吕澂先生對《楞伽經》如來藏學說思想意義的理解有所偏差，他有關的學術工作深受《大乘起信論》真偽問題思想論戰的促發，遂使得他在高抬《楞伽經》如來藏學說思想價值的同時，對魏譯中的某些“錯誤”，不知不覺中會有所“放大”，乃至失真。
學術史和思想史之間是應當謹守必要的界限，或維持必要的分疏的，這是我們在研究中國佛教思想史時應當充分關注的一個問題，我們從吕澂先生對《楞伽經》梵本第六品中如來藏段魏譯的批評，就看到了一個具體的例證。」